# Zhang Sengyou

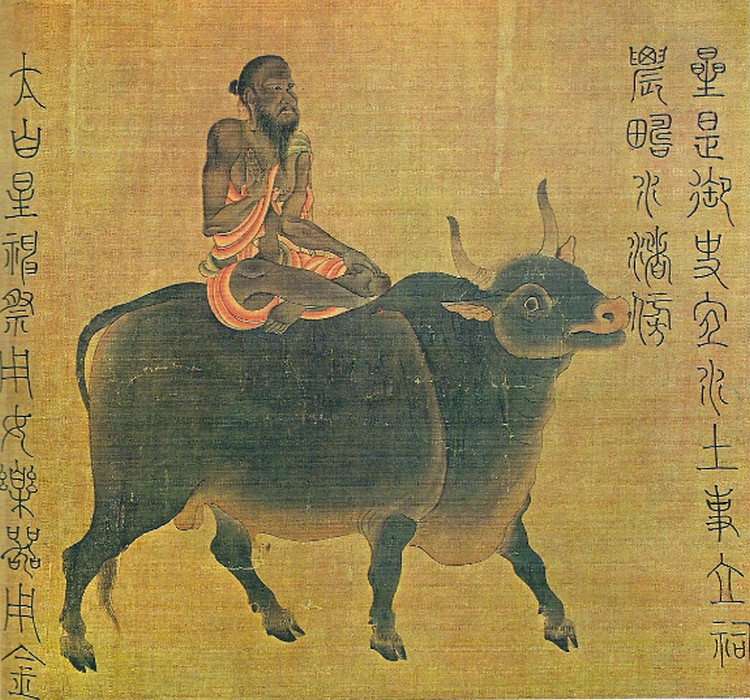
Personificatie van de planeet Saturnus op de handrol De vijf sterren en 28 hemelse verblijfplaatsen

Zhang Sengyou (張僧繇) was een Chinees kunstschilder uit de Liang-periode. Zhang was geboren in het huidige Suzhou in de provincie Jiangsu. Zijn geboorte- en sterfdatum zijn onbekend. Hij was als kunstschilder actief in de jaren 490 tot 540.

## Biografie
Volgens de kunstcriticus Zhang Yanyuan uit de Tang-periode diende Zhang Sengyou als literator aan het hof van keizer Liang Wudi, waar hij de keizerlijke bibliotheek beheerde en alle zaken met betrekking tot de schilderkunst behandelde. Later zou Zhang een tijd als generaal hebben gediend.

## Werk
Zhang Sengyou bekwaamde zich in het schilderen van menselijke en dierlijke figuren in gewassen inkt en sneeuwlandschappen in de mogu-stijl. Ook was hij een van de eerste Chinese kunstenaars die met succes boeddhistische fresco's vervaardigde.
Yao Zui, een kunstcriticus in de Chen-periode (de laatste van de Zuidelijke Dynastieën), beschreef Zhang als een ijverige schilder die doorwerkte "zonder besef van dag of nacht". Zhang Yanyuan roemde de schildersstijl van Zhang Sengyou en rekende het tot de vier standaarden van de traditionele schilderkunst, samen met die van Gu Kaizhi, Lu Tanwei en Wu Daozi.